# Telesto prolifera
Telesto prolifera is een zachte koraalsoort uit de familie Clavulariidae. De koraalsoort komt uit het geslacht Telesto. Telesto prolifera werd in 1882 voor het eerst wetenschappelijk beschreven door von Koch. 